# Téphroïte
La téphroïte est un minéral de la classe des silicates (sous-classe des nésosilicates). Elle est constituée de l'orthosilicate de manganèse(II), de formule chimique Mn2SiO4. La téphroïte est l'un des deux pôles purs de la série fayalite-téphroïte (Fe,Mn)2SiO4.
La téphroïte appartient au groupe de l'olivine, qui comprend l'olivine (Mg,Fe)2SiO4 et d'autres nésosilicates de formule chimique analogue comme la kirschsteinite CaFeSiO4, la téphroïte et la liebenbergite (Ni,Mg)2SiO4.

## Historique, géotype, dénominations
Ce minéral a d'abord été décrit dans la mine de la colline Sterling (Sterling Hill), à Ogdensburg dans le secteur minier de Franklin et Sparta, comté Sussex dans l'état du New Jersey, aux États-Unis. 
Le nom donné par le minéralogiste August Breiphaupt en 1823 provient du grec tephros, « gris de cendre, cendreux par sa couleur ». La couleur peut aussi être en réalité vert-olive, vert-bleu, rose ou brune, brun-rouge ou rougeâtre, noir à gris noir, vert pomme, vert foncé, rougeâtre parfois jusqu'à rouge magenta. D'autres noms communs pour la téphroïte peuvent être l'olivine manganésiée, olivine manganèse ou olivine manganésifère, dans la mesure où il est distingué différentes olivines, ou plus communément le péridot manganésifère ou péridot (à) manganèse.
Notez que le péridot, variété très populaire d'olivine, est essentiellement magnésienne, en moyenne à 90 % en masse. L'olivine est très commune dans les magmas et dans la croûte terrestre. Péridots et olivines sont ainsi synonymes pour les minéralogistes, lorsqu'ils dénomment le groupe auquel appartient la téphroïte.

## Cristallographie et cristallochimie
La structure cristallographique caractéristique du groupe de l'olivine est orthorhombique. Il s'agit d'un empilement hexagonal compact d'anions oxygène O2− distendu par la présence de cations silicium Si4+ en sites tétraédriques, environnés par les cations divalents Fe2+, Mg2+, Ni2+, Mn2+ en sites octaédriques. 
Les différents membres du groupe de l'olivine correspondent la formule Me2SiO4 où Me cation bivalent peut être, entièrement ou tout à la fois, le calcium, le magnésium, le manganèse, le fer, et/ou le nickel.
Ainsi la fayalite et sa variété la roepperite, la forstérite, la glaucochroïte, la kirschsteinite, la laihunite, la liebenbergite, la monticellite, l'olivine, la calcio-olivine, etc.
Dans la classification de Dana, le groupe 51.03.01 dit de l'olivine comprend six minéraux présentés ici par ordre avec couple (groupe d'espace et groupe de symétrie) :
- le minéral olivine (Mg,Fe)2SiO4 (Pbnm, 2/m 2/m 2/m),
- la fayalite Fe2SiO4 (Pbnm, 2/m 2/m 2/m),
- la forstérite Mg2SiO4 (Pbnm, 2/m 2/m 2/m),
- la liebenbergite (Ni,Mg)2SiO4 (Pbnm, 2/m 2/m 2/m),
- la téphroïte Mn2SiO4 (P nma, 2/m 2/m 2/m),
- la laihunite FeFe2(SiO4)2 (P 21/b, 2/m).

La classification de Strunz propose une catégorie de nésosilicates avec anions additionnels 09.AC.05 comprenant la forstérite Mg2SiO4, la glaucochroïte CaMnSiO4 (Pbnm, 2/m 2/m 2/m), la fayalite, l'olivine, la kirschsteinite CaFeSiO4 (Pbmn, 2/m 2/m 2/m), la laihunite, la liebenbergite et la téphroïte.

## Propriétés physiques et chimiques
La téphroïte translucide à transparente, d'éclat vitreux à gras a une dureté de 6 et un poids spécifique d'environ 4,1 (entre 3,7 à 4,4). Il s'agit d'un minéral non métallique lourd et relativement dur. 

### Analyse et détermination
Les impuretés les plus communes de la téphroïte sont le Fe, le Zn, le Ca, le Mg, etc.
L'analyse de Rammelsberg donne en pourcentage massique :
- SiO2 environ 28,5 % ;
- MnO environ 68,5 % ;
- FeO environ 3 %.

La confusion à l'œil est toujours possible possible avec le chrysolite, ou certains péridots ou olivines.

## Gîtologie
Ce minéral du groupe des péridots est présent dans les roches éruptives comme le basalte, les roches mafiques et ultramafiques. 
Il se forme avec les dépôts de minerais de fer, de manganèse, et des skarns associés. Il est le produit du métamorphisme massif ou de contact modifiant sédiments ou roches riches en manganèse.
Il existe des sites à altérations hydrothermales.
Associations minérales : zincite, willemite, franklinite, rhodonite, jacobsite, diopside, gagéite, bustamite, manganocalcite, glaucochroïte, calcite, banalsite et alleghanyite, éricssonite, orthoéricssonite, johnbaumite, etc.

### Gisements remarquables

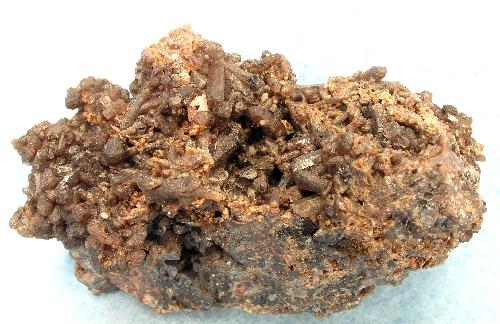
Le même échantillon présenté ci-dessus en détail de la mine de Wessel, Hotazel, Champs manganésifères du Kalahari

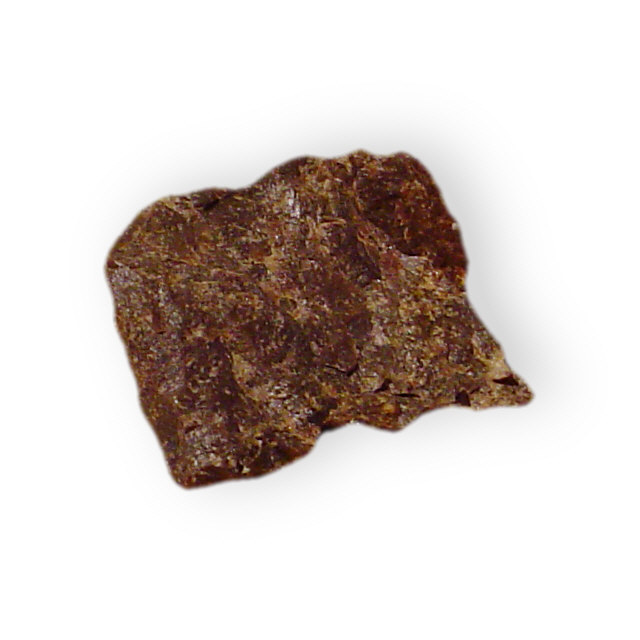
Pièce de la mine Kaao, district de Kochigi, île Honshu au Japon

Il existe des gisements importants en Cornouailles et au Devon en Angleterre ou dans la mine Benallt, près de Rhiw au pays de Galles en Grande-Bretagne, dans le Värmland avec la mines de Langban et de Jacobsberg en Suède, mais aussi au Madagascar, au Japon, aux États-Unis, au Kazakhstan, au Japon, etc.
Ce minéral est attesté en particulier à Adervielle, département des Hautes-Pyrénées, ainsi qu'en Haute-Maurienne en France.
- Afrique du Sud

Mines Wessels, près de Kuruman, Province du Cap
- Allemagne

Carrières Pumice, Wingertsberg, Niedermendig, à 1 km au nord de Mendig, Complexe vocanique du lac Laach, Eifel, Rhénanie-Palatinat,
- Antarctique

Péninsule de Clark, Terre de Wilkes
- Australie

Broken Hills ou Tamworth, Nouvelle-Galles du Sud
- Autriche
- Brésil

Buritirama, district de Piaui
- Canada
- Chine
- Ègypte
- États-Unis

Bald Knob, près de Sparta, comté Alleghany, Caroline du Nord
District minier de Sunny side, comté de San Juan, Colorado
Secteur minier de Franklin et d'Ogdensburg, comté Sussex, état du New Jersey
- Espagne
- Finlande
- France

Bonneval-sur-Arc, vallée de la Haute-Maurienne, Isère
Adervielle, Hautes-Pyrénées
- Grande-Bretagne

mine Benallt, près de Rhiw, Péninsule de Lleyn, Gwennyd, Pays-de-Galles
carrière de Meldon, Okehampton, Devonshire
mine treburnum, Altarnum, Cornouailles
- Inde
- Italie

Val Malenco, Lombardie
- Japon

Mine Kazo, préfecture Totigi et mine Noda-Tomagawa, préfecture Iwate
- Kazakhstan
- Kirghizhtan
- Madagascar
- Namibie
- Norvège
- Pérou
- Roumanie
- Royaume-Uni
- Russie
- Slovaquie
- Suisse
- Suède

mine Jakobsberg, champ aurifère du Nordmark, Långban, Värmland
mines Harstigen, près de Persberg, commune de Filipstad, Värmland
mines Sjö, Grythyttan, Örebro
- Tchéquie
- Turquie

## Usage
Il s'agit d'un minéral de collection.
Les joailliers taillent les plus belles pierres en cabochon.